# Eisenschmitt
Eisenschmitt település Németországban, Rajna-vidék-Pfalz tartományban. Lakosainak száma 354 fő (2023. december 31.).

## Népesség
A település népességének változása:
| Lakosok száma | 640  | 305  | 297  | 309  | 326  | 354  |
|               | 1975 | 2017 | 2019 | 2021 | 2022 | 2023 |